# Ceraspis cinerea
Ceraspis cinerea är en skalbaggsart som beskrevs av Moser 1921. Ceraspis cinerea ingår i släktet Ceraspis och familjen Melolonthidae. Inga underarter finns listade i Catalogue of Life.